# Band (Iran)
Band (perski: بند)  – miejscowość w Iranie, w ostanie Azerbejdżan Zachodni. W 2006 roku miejscowość liczyła 3888 mieszkańców w 872 rodzinach.